# امامزاده تاج‌الدین
امامزاده تاج الدین ساری مربوط به سدهٔ ۹ ه.ق است و در شهرستان ساری، بخش دودانگه، روستای واو دره واقع شده و این اثر در تاریخ ۱ مهر ۱۳۸۲ با شمارهٔ ثبت ۱۰۲۸۴ به‌عنوان یکی از آثار ملی ایران به ثبت رسیده است.